# إلياس الغربي
إلياس الغربي هو مذيع تونسي بقناة قرطاج +. عمل سابقا في إذاعة موزاييك أف أم وفي إكسبراس أف أم و في عدة قنوات مثل الحوار التونسي والوطنية 1 ونسمة.

## المسيرة المهنية
عمل لعدّة سنوات بإذاعة موزاييك التونسية حيث قدّم برنامج أف أم باي نايت(Fm by Night) ثمّ انتقل إلى قناة نسمة ليكون المعدّ الأول لبرنامج ناس نسمة ثم استقال من القناة. رجع لقناة نسمة ليصبح مذيعا بها عقب الثورة التونسية. استضاف صحبة الإعلامية التونسية ريم السعيدي يوم 17 مارس 2011 على قناة نسمة وزيرة الخارجية الأمريكية هيلاري كلينتون. استقال من قناة نسمة في أبريل 2011 و التحق بإذاعة إكسبراس أف أم التونسية. عمل مقدّما رئيسيا لبرنامج حديث الساعة على القناة التونسية الوطنية 1. ويقدم منذ سبتمبر 2012 الأخبار في قناة نسمة.
تم تعيينه كرئيس مدير عام التلفزة التونسية يوم 22 سبتمبر 2016 من طرف رئيس الوزراء التونسي يوسف الشاهد. واقيل من منصبه في جوان 2017.
استقال من قناة الحوار التونسي في 2018. وانضم لقناة قرطاج + في أغسطس 2018.

## الحياة الشخصية
كان متزوجا من الممثلة التونسية سوسن معالج و انفصلا.

## الظهور التلفزي
- 1997: الخطاب على الباب ضيف شرف الحلقتين 1 و2 من الموسم 2) لصلاح الدين الصيد وعلي اللواتي والمنصف البلدي[6][7]